# Hugo Hildebrand Hildebrandsson
Hugo Hildebrand Hildebrandsson (ur. 19 sierpnia 1838 w Sztokholmie, zm. 29 lipca 1925) – szwedzki meteorolog. W roku 1880 Międzynarodowe Stowarzyszenie Meteorologiczne zleciło mu stworzenie Atlasu chmur.